# Pseudomelactus
Pseudomelactus är ett släkte av skalbaggar. Pseudomelactus ingår i familjen vivlar.
Kladogram enligt Catalogue of Life:
| Pseudomelactus | \| \| Pseudomelactus acutus \| \| \| \| |
|                | \| \| Pseudomelactus acutus \| \| \| \| |
|                | Pseudomelactus acutus                   |
|                |                                         |